# سروش صحت
سروش صحت (زادهٔ ۸ آذر ۱۳۴۴، نائین) بازیگر، نویسنده و کارگردان اهل ایران است. وی در سال ۱۳۹۸ برای فیلم جهان با من برقص برندهٔ سیمرغ بلورین بهترین کارگردانی از سی و هفتمین جشنوارهٔ جهانی فیلم فجر شد.

## زندگی
سروش صحت در تاریخ ۸ آذر ۱۳۴۴ در نایین زاده شد. او تا سال ۱۳۶۳ در اصفهان زندگی می‌کرد و پس از پذیرفته شدن در دانشگاه تهران، آنجا ساکن شد. وی دارای مدرک کاردانی رادیولوژی، کارشناسی شیمی کاربردی از دانشگاه باهنر کرمان و کارشناسی ارشد آلودگی و حفاظت محیط زیست دریا است. وی از سمت مادر برادر ناتنی خشایار موحدیان، تدوین‌گر سینما، است.
صحت با مجموعهٔ جُنگ ۷۷ ساختهٔ مهران مدیری در سال ۱۳۷۷ پا به عرصهٔ هنر گذاشت و به شهرت رسید و هم‌زمان در همان برنامه نویسندگی را در کنار بازیگری تجربه کرد؛ بازی در سینما را در سال ۱۳۷۸ با فیلم شراره به کارگردانی سیامک شایقی آغاز نمود. همسر وی سارا سالار نویسندهٔ رمان احتمالاً گم شده‌ام و برندهٔ جایزهٔ هوشنگ گلشیری است.

## آثار در حوزه تلویزیون

### سریال و تله فیلم
| آثار تلویزیونی | آثار تلویزیونی               | آثار تلویزیونی | آثار تلویزیونی           | آثار تلویزیونی                       | آثار تلویزیونی |
| سال            | نام                          | بازیگر         | نویسنده                  | کارگردان                             | پخش            |
| -------------- | ---------------------------- | -------------- | ------------------------ | ------------------------------------ | -------------- |
| ۱۳۷۷           | جُنگ ۷۷                       | آری            | آری                      | مهران مدیری                          | شبکه سه        |
| ۱۳۷۸           | ببخشید شما                   | آری            | آری                      | مهران مدیری                          | شبکه سه        |
| ۱۳۷۸           | قطار ابدی                    |                | آری                      | بهروز بقایی رضا عطاران               | شبکه سه        |
| ۱۳۷۸           | داستان یک شهر                | آری            |                          | اصغر فرهادی                          | شبکه تهران     |
| ۱۳۷۹           | چراغ جادو                    |                | آری                      | همایون اسعدیان                       | شبکه یک        |
| ۱۳۸۰           | کاکتوس                       | آری            |                          | محمدرضا هنرمند                       | شبکه یک        |
| ۱۳۸۰           | زیر آسمان شهر                |                | آری                      | مهران غفوریان                        | شبکه سه        |
| ۱۳۸۰           | کارآگاه شمسی و دستیارش مادام | آری            | مرضیه برومند             | شبکه پنج                             |                |
| ۱۳۸۰           | باران عشق                    | آری            | احمد امینی فریدون حسن‌پور | شبکه تهران                           |                |
| ۱۳۸۱           | بدون شرح                     | آری            | مهدی مظلومی              | شبکه سه                              |                |
| ۱۳۸۲           | باجناغ‌ها                     | آری            | فرهاد آئیش               | شبکه تهران                           |                |
| ۱۳۸۲–۱۳۸۳      | کوچه اقاقیا                  | آری            | رضا عطاران               | شبکه تهران                           |                |
| ۱۳۸۳           | تب سرد                       | آری            |                          | علیرضا افخمی                         | شبکه سه        |
| ۱۳۸۳           | رسم عاشقی                    | آری            | سعید سلطانی              | شبکه تهران                           |                |
| ۱۳۸۴           | جایزه بزرگ                   |                | آری                      | مهران مدیری                          | شبکه سه        |
| ۱۳۸۵           | شب‌های برره                   | آری            |                          | مهران مدیری                          | شبکه سه        |
| ۱۳۸۵           | تنگنا                        | آری            |                          | علی‌رضا بذرافشان                      |                |
| ۱۳۸۵           | باغ مظفر                     |                | آری                      | مهران مدیری                          | شبکه سه        |
| ۱۳۸۵           | زیرزمین                      | آری            |                          | علیرضا افخمی                         | شبکه سه        |
| ۱۳۸۶           | ترش و شیرین                  |                | آری                      | رضا عطاران                           | شبکه سه        |
| ۱۳۸۶           | چارخونه                      |                | آری                      |                                      | شبکه سه        |
| ۱۳۸۶           | مرد هزارچهره                 | آری            | مهران مدیری              |                                      | شبکه سه        |
| ۱۳۸۷           | بزنگاه                       |                | آری                      | رضا عطاران                           | شبکه سه        |
| ۱۳۸۷           | بازی (فیلم تلویزیونی)        | آری            |                          | آری                                  | شبکه سه        |
| ۱۳۸۸           | شمس‌العماره                   | آری            | سامان مقدم               | شبکه دو                              |                |
| ۱۳۸۸           | گاو صندوق                    | آری            | مازیار میری              | شبکه سه                              |                |
| ۱۳۸۸           | زمین انسان‌ها                 | آری            | ابوالحسن داوودی          | آغاز پخش از فروردین ۱۳۹۰، شبکه تهران |                |
| ۱۳۸۸           | یک لحظه دیرتر                | آری            | فیاض موسوی               | شبکه دو                              |                |
| ۱۳۸۹           | ساختمان پزشکان               |                | آری                      | آری                                  | شبکه سه        |
| ۱۳۹۰           | چک برگشتی                    |                | آری                      | سیروس مقدم                           | شبکه یک        |
| ۱۳۹۱           | خاطرات مرد ناتمام            | آری            |                          | صادق کرمیار                          | شبکه یک        |
| ۱۳۹۲           | پژمان                        |                | آری                      | آری                                  | شبکه سه        |
| ۱۳۹۴–۱۳۹۳      | شمعدونی                      | آری            | آری                      |                                      | شبکه سه        |
| ۱۳۹۸–۱۳۹۵      | لیسانسه‌ها (سه فصل)           | آری            | آری                      |                                      | شبکه سه        |
| ۱۳۹۵–۱۴۰۰      | کتاب باز                     | مجری           | __                       | محمدرضا رضائیان                      | شبکه نسیم      |

## آثار در حوزه سینما
| فیلم‌های سینمایی | فیلم‌های سینمایی        | فیلم‌های سینمایی | فیلم‌های سینمایی                                | فیلم‌های سینمایی |
| سال             | نام فیلم               | بازیگر          | نویسنده                                        | کارگردان        |
| --------------- | ---------------------- | --------------- | ---------------------------------------------- | --------------- |
| ۱۳۷۸            | شراره                  | آری             |                                                | سیامک شایقی     |
| ۱۳۸۰            | نان، عشق و موتور ۱۰۰۰  | آری             | ابوالحسن داوودی                                |                 |
| ۱۳۸۱            | گاوخونی                | آری             | بهروز افخمی                                    |                 |
| ۱۳۸۳            | بازنده                 | آری             | قاسم جعفری                                     |                 |
| ۱۳۸۴            | تقاطع                  | آری             | ابوالحسن داوودی                                |                 |
| ۱۳۸۴            | نوک برج                |                 | آری                                            | کیومرث پوراحمد  |
| ۱۳۸۵            | سربلند                 | آری             |                                                | سعید تهرانی     |
| ۱۳۸۷            | تهران در جستجوی زیبایی | آری             | مهدی کرم‌پور                                    |                 |
| ۱۳۸۷            | برخورد خیلی نزدیک      | آری             | اسماعیل میهن‌دوست                               |                 |
| ۱۳۸۸            | طهران تهران            | آری             | داریوش مهرجویی، مهدی کرم‌پور                    |                 |
| ۱۳۸۸            | نیش زنبور              |                 | آری                                            | حمیدرضا صلاحمند |
| ۱۳۸۸            | پوپک و مش ماشاالله     | آری             | آری                                            | فرزاد مؤتمن     |
| ۱۳۸۸            | سن پطرزبورگ            | آری             |                                                | بهروز افخمی     |
| ۱۳۸۸            | زیر آب                 | آری             | سپیده فارسی                                    |                 |
| ۱۳۹۰            | اکباتان                | آری             | مهرشاد کارخانی                                 |                 |
| ۱۳۹۰            | یک فراری بگبو          | آری             | هاتف علیمردانی                                 |                 |
| ۱۳۹۰            | خوابم می‌آد             | آری             | رضا عطاران                                     |                 |
| ۱۳۹۱            | قاعده تصادف            | آری             | بهنام بهزادی                                   |                 |
| ۱۳۹۱            | عملیات مهد کودک        | آری             | فرزاد اژدری                                    |                 |
| ۱۳۹۲            | گنجشکک اشی‌مشی          | آری             | وحید نیکخواه‌آزاد، غلامرضا رمضانی، مسعود کرامتی |                 |
| ۱۳۹۲            | عاشق‌ها ایستاده می‌میرند | آری             | شهرام مسلخی                                    |                 |
| ۱۳۹۲            | دربست آزادی            | آری             | مهرشاد کارخانی                                 |                 |
| ۱۳۹۴            | وقتی برگشتم…           | آری             | وحید موسائیان                                  |                 |
| ۱۳۹۴            | قیچی                   | آری             | کریم لک‌زاده                                    |                 |
| ۱۳۹۴            | ربوده شده              | آری             | بیژن میرباقری                                  |                 |
| ۱۳۹۴            | ۵۰ کیلو آلبالو         | آری             | مانی حقیقی                                     |                 |
| ۱۳۹۷            | ما همه با هم هستیم     | آری             | کمال تبریزی                                    |                 |
| ۱۳۹۷            | قانون مورفی            | آری             | رامبد جوان                                     |                 |
| ۱۳۹۷            | جهان با من برقص        |                 | آری                                            | آری             |
| ۱۳۹۸            | چپ راست                | آری             |                                                | حامد محمدی      |
| ۱۳۹۹            | خانه ارواح             | آری             | کیارش اسدی‌زاده                                 |                 |
| ۱۳۹۹            | گیج‌گاه                 | آری             | عادل تبریزی                                    |                 |
| ۱۳۹۹            | تارا                   | آری             | کاوه قهرمان                                    |                 |
| ۱۴۰۰            | احمد به تنهایی         | آری             | حسین مهکام                                     |                 |
| ۱۴۰۲            | صبحانه با زرافه‌ها      |                 | آری                                            | آری             |
| ۱۴۰۲            | بی‌بدن                  | آری             |                                                | مرتضی علیزاده   |
| ۱۴۰۲            | عینک قرمز              | آری             | حسین مهکام                                     |                 |
| ۱۴۰۴            | استخر                  |                 | آری                                            | آری             |

## آثار در حوزه تئاتر
- نمایش پنجره‌ها، کارگردان فرهاد آییش، سال ۱۳۸۴، تئاتر شهر سالن اصلی

| سال  | نام     | بازیگر | کارگردان   | مکان                |
| ---- | ------- | ------ | ---------- | ------------------- |
| ۱۳۸۴ | پنجره‌ها | آری    | فرهاد آئیش | سالن اصلی تئاتر شهر |

## آثار در حوزه نمایش خانگی
| سال  | نام                      | بازیگر | نویسنده      | کارگردان                                                   | پخش                                                                         |
| ---- | ------------------------ | ------ | ------------ | ---------------------------------------------------------- | --------------------------------------------------------------------------- |
| ۱۳۹۱ | برج آرام                 | آری    |              | سید مسعود اطیابی                                           | این فیلم در سینما اکران نشد و در سال ۱۳۹۲ وارد شبکه نمایش خانگی گردید.      |
| ۱۳۹۰ | شام ایرانی               | آری    | بیژن بیرنگ   | این برنامه در رسانه خانگی به پخش رسید.                     |                                                                             |
| ۱۳۹۵ | شام ایرانی               |        | آری          | این برنامه در رسانه خانگی به پخش رسید.                     |                                                                             |
| ۱۴۰۰ | همرفیق                   | آری    | شهاب حسینی   | این برنامه تاک شو در ۳۰ قسمت از سکوی نماوا پخش شده است.    |                                                                             |
| ۱۴۰۰ | قبله عالم                | آری    | حامد محمدی   | این مجموعه (به صورت نیمه تمام) از سکوی فیلیمو پخش شده است. |                                                                             |
| ۱۴۰۰ | خاتون                    | آری    | تینا پاکروان | این مجموعه از سکوی نماوا پخش شده است.                      |                                                                             |
| ۱۴۰۱ | مگه تموم عمر چندتا بهاره |        | آری          | آری                                                        | این مجموعه از پلتفرم فیلیمو و نماوا پخش شده است.                            |
| ۱۴۰۲ | افعی تهران               | آری    |              | سامان مقدم                                                 | او در این مجموعه حضور افتخاری داشت این مجموعه از پلتفرم فیلم‌نت پخش شده است. |
| ۱۴۰۳ | اکنون                    | آری    |              | محمدرضا رضائیان                                            | این مجموعه از پلتفرم فیلیمو پخش شده است.                                    |

## جهان داستانی صحت
از ویژگی‌هایی که سروش صحت را تبدیل به کارگردانی متفاوت در ایران کرده است ساخت جهان داستانی متصل است، جهان داستانی صحت با ساخت سریال ساختمان پزشکان کار خود را آغاز کرد، بعدها با اتصال سریال پژمان به آن قدم اول برای ساخت این جهان را آغاز کرد، در ادامه سریال لیسانسه‌ها با حضور برخی شخصیت‌های شمعدونی خود را وارد این جهان داستانی کردند، بعدها با حضور افتخاری شخصیت‌ها در سریال مگه تموم عمر چندتا بهاره این جهان داستانی کامل‌تر شد و هنوز در حال ادامه است.

## آثار در حوزه ادبیات
سروش صحت تجربیاتش را از برخوردهای مختلفی که با رانندگان و مسافران تاکسی داشته، در کتاب تاکسی سواری در قالب ۱۲۱ داستانک نگاشته است. این داستان‌ها از آنجاکه شخصیت‌های بسیار متنوعی را در بر می‌گیرند و بر اساس واقعیت پی‌ریزی شده‌اند، موضوعات مختلفی اعم از زلزله، دعواهای زناشویی، خودکشی، عشق و… دارند. این موضوعات گاه در موقعیت‌های طنز و گاه کاملاً غم‌انگیز روایت می‌شوند.